# Tibullus
Albius Tibullus eller (på dansk) Tibul (født ca. 55 f.Kr., død 19 f.Kr.) var en romersk elegiker.
Tibul kom fra en velhavende ridderfamilie, men mistede det meste af hans ejendom under borgerkrigene. Han fulgte med sin velynder Messalla på dennes felttog til Lilleasien i 31 f.Kr. Han tog dog kun modvilligt med, da han havde en kæreste, Delia (pseudonym for Plania) i Rom. Undervejs blev han syg og måtte blive tilbage på Korfu, og da han vendte tilbage til Rom, fandt han, at hans kæreste havde giftet med en anden og rigere bejler. Denne biografi er sluttet ud af Tibuls egen digtning, og det er usikkert, i hvilket omfang man kan overføre den på den historiske Tibul.
Hans digte, der foreligger i to bøger, hører til den romerske kærlighedselegi, som også blev dyrket af hans samtidige Properts og Ovid. Hvor disses elegier især har elskerinderne Cynthia og Corinna som genstand, er det hos Tibul Delia, som digtværket drejer sig om. Forholdet til Delia går dog i stykker i slutningen af 1. bog, og 2. bog præsenterer en ny elskerinde ved navn Nemesis (som den græske hævngudinde).
Et udvalg af Tibul er oversat til dansk af Axel Juel (i Kærligheden og Freden, Gyldendal 1942).